# Pep Biel
Pep Biel Mas Jaume (San Juan, Islas Baleares, 5 de septiembre de 1996), conocido deportivamente como Pep Biel, es un futbolista español que juega como centrocampista en el Charlotte F. C. de la Major League Soccer.

## Trayectoria
Formado en el Club Deportivo Constancia, llegó a debutar con tan sólo 16 años en la Segunda División B con el primer equipo en 2012. A la temporada siguiente fue fichado por el Rayo Vallecano de Madrid para su equipo juvenil, con el que compitió durante dos temporadas, en las cuales debutó también con el filial rayista en su último año en la disciplina vallecana. Para la temporada 2015-16 volvería a las Islas Baleares para jugar con el Club Deportivo Llosetense, siendo un suplente habitual en el centro del campo del equipo, que jugó la primera temporada de su historia en Segunda B. Fichó la siguiente campaña por el filial del Real Club Deportivo Mallorca, con el que ni siquiera llegó a debutar, al ser cedido, un mes después de su llegada, a la Agrupación Deportiva Almudévar del grupo aragonés de la Tercera División, con el que fue un jugador muy destacado en su grupo, llamando la atención, entre otros, del que sería el campeón de la competición el Deportivo Aragón, filial del Real Zaragoza, por el que ficharía a la temporada venidera, y con el que volvería a jugar en Segunda B. Esa misma temporada, debutó en la Segunda División de España, en el encuentro disputado en el Nuevo Estadio de Los Cármenes de Granada, con el Real Zaragoza, contra el Granada Club de Fútbol, en sustitución de Alberto Zapater. Dicho partido acabaría, sin embargo, con la derrota de su equipo.
El 21 de mayo de 2018, una vez finalizada la temporada con el filial, renovó con el Real Zaragoza para las siguientes cuatro temporadas promocionando al primer equipo.
El 1 de agosto de 2019 fue traspasado al F. C. Copenhague de Dinamarca. En su tercera temporada fue nombrado mejor jugador de la Superliga, y al inicio de la siguiente consiguió anotar seis goles antes de marcharse al Olympiacos F. C. el 1 de septiembre de 2022. Este equipo lo cedió el 1 de febrero de 2024 al F. C. Augsburgo y el 15 de agosto de ese mismo año al Charlotte F. C. En lo que quedaba de campaña marcó dos goles en once partidos y en enero de 2025 ambos clubes acordaron extender la cesión hasta el 1 de agosto.

## Clubes
| Club                     | País           | Año           |
| ------------------------ | -------------- | ------------- |
| C. D. Constancia         | España         | 2012-2013     |
| Rayo Vallecano "B"       | España         | 2014-2015     |
| C. D. Llosetense         | España         | 2015-2016     |
| A. D. Almudévar          | España         | 2016-2017     |
| Deportivo Aragón         | España         | 2017-2018     |
| Real Zaragoza            | España         | 2018-2019     |
| F. C. Copenhague         | Dinamarca      | 2019-2022     |
| Olympiacos F. C.         | Grecia         | 2022-presente |
| F. C. Augsburgo (cedido) | Alemania       | 2024          |
| Charlotte F. C. (cedido) | Estados Unidos | 2024-presente |

## Palmarés

### Títulos nacionales
| Título                 | Club             | País      | Año  |
| ---------------------- | ---------------- | --------- | ---- |
| Superliga de Dinamarca | F. C. Copenhague | Dinamarca | 2022 |